# 後俄羅斯自由民族論壇
後俄羅斯自由民族論壇（羅馬化：Forum svobodnykh narodov Post-Rossii），又翻譯為後俄羅斯自由人民論壇或後俄羅斯自由國家論壇，前称俄羅斯自由民族論壇，是一個在波蘭註冊的政治組織，由乌克兰餐饮企業家奥列格·马加列茨基（Oleg Magaletsky）、前俄羅斯聯邦會議國家杜馬伊利亞·波諾馬廖夫等流亡的各地俄罗斯分离主义者以及外国的学者、政治家支持者成立，主张俄罗斯解体，各个地区独自建立国家，是當今俄國境內最大的反對派勢力之一。
该组织被俄羅斯政府視為分離主義的非法組織。2023年3月17日，該組織被普京政府列入“不良組織法”中的名单。2024年11月22日，俄羅斯聯邦最高法院認定該組織為恐怖組織。自成立以来，该组织已经在波兰、立陶宛、捷克、瑞典、英国、法国、德国、比利时、罗马尼亚、意大利、奥地利、加拿大、美国、台湾、日本举办过十多次论坛。

## 介紹

论坛使用的构想地图之一

论坛参与者的目标是将俄罗斯联邦分裂为独立的国家。在第二次论坛上，讨论的主题包括俄罗斯的去帝国化、去殖民化、去普京化、去纳粹化、非军事化以及核裁军。  论坛参与者还呼吁联合国成员国的国家及地区精英，敦促他们开始组建民族临时流亡政府。
据法国历史学家兼社会学家玛琳·拉鲁埃尔（Marlene Laruelle）介绍，论坛参与者提出的“解放被奴役民族”的口号，源于俄罗斯帝国时期的“诸民族的监狱”说法，以及冷战时期中央情报局资助的反布尔什维克民族联盟的相关口号。論壇被其成員視為其他反對派論壇（例如自由俄羅斯論壇）的聯邦主義替代方案，並推動俄羅斯解散聯邦。論壇成員呼籲在烏克蘭武裝部隊中組建由俄羅斯少數民族組成的部隊，同時還表達了烏克蘭對2022年俄羅斯入侵烏克蘭的抵抗，作為俄羅斯少數民族的榜樣。
该论坛汇聚了的参与者和演讲嘉宾，包括反对派活动家、流亡政治人物，以及来自俄罗斯各地区的民族运动领袖，还有来自欧洲、亚洲和北美的政治家、外交官及国家领导人，同时也有军事事务专家、经济学家、政治学者、宗教权威和记者参与。
据美杜莎报和《新报》（Novaya Gazeta）报道，该论坛的组织者是乌克兰餐饮企業家及尊嚴革命参与者奥列格·马加列茨基（Oleg Magaletsky） 。马加列茨基表示论坛有两个目标：一是为俄罗斯公民准备应对国家可能解体的局面，二是争取西方国家对这一理念的接受。他提到论坛的赞助者每次都会更换，轮流由欧洲的公益组织和来自乌克兰的慈善家提供支持。 需要指出的是，一些组织未被列出，因为它们没有实际运作的机构。

## 歷屆論壇

### 第一屆論壇-華沙
首屆俄羅斯自由國家論壇於2022年5月8日至9日在波蘭華沙的记者之家舉行，由記者團結基金會組織。出席論壇的有前國家杜馬代表伊利亞·波諾馬廖夫，以及俄羅斯境內幾個地區主義和分離主義運動的代表，例如巴什科爾托斯坦、車臣和西伯利亞的代表。在第一個論壇上，俄羅斯反對派的另一個聚會——自由俄羅斯論壇遭到了公開批評，記者瓦迪姆·什特帕聲稱後者被中央集權思想所主導。參加論壇的還有白俄羅斯反對派政治家帕維爾·拉圖什科、環境保護部和波蘭前外長安娜·福蒂加、烏克蘭前外長帕夫洛·克利姆金和美國前國防部長克里斯托弗·米勒。
論壇參與者呼籲解體俄羅斯，讨论俄罗斯未来的非军事化和非帝国化，並聲稱俄羅斯政府對烏克蘭和俄羅斯的非俄羅斯人實施了公然的語言滅絕和種族滅絕。波蘭記者協會主席克日什托夫‧斯科龍斯基在會議開幕式上表示日期的選擇“經過深思熟慮”，是特意選擇了歐洲二戰勝利日舉行。

### 第二屆論壇-布拉格

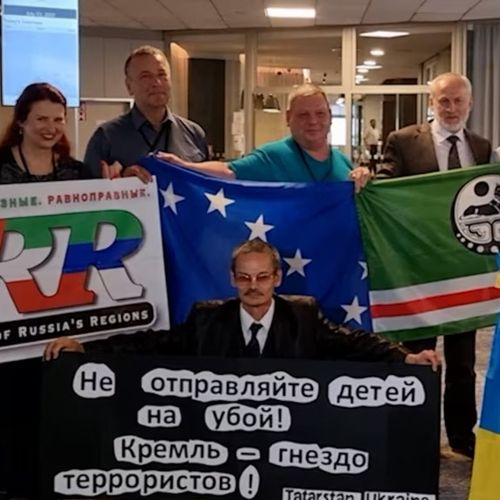
第二届论坛

第二屆論壇於2022年7月22日至24日在捷克布拉格舉行。主辦單位表示選擇布拉格是因為希望找到一個“曾經爭取自由、自決、去共產主義化，並與極權主義抗爭的歐洲首都”，“而布拉格的歷史就充分證明了這一點”。伊利亞·波諾馬廖夫、帕夫洛·克利姆金和前車臣領導人艾哈邁德·扎卡耶夫等人出席了論壇。30位来自不同组织的代表签署了《俄罗斯去殖民化宣言》，呼籲將俄羅斯宣佈為恐怖主義國家並實現非殖民化。論壇上發布了一張地圖，其中俄羅斯分為34個國家，其中包括獨立的車臣和西伯利亞等。

### 第三屆論壇-格但斯克
第三屆論壇於2022年9月23日至25日在波蘭格但斯克舉行。其重點是將當今俄羅斯西部地區新舊國家的從克里姆林宮帝國解放並回歸歐洲本土。论坛名称由“俄罗斯自由民族论坛”更改为“后俄罗斯自由民族论坛”。 各组织代表还签署了《格但斯克宣言》，呼吁欧盟和北约支持俄罗斯分裂主义。

### 第四屆論壇-赫尔辛堡
第四届论坛于2022年12月7日至11日在瑞典赫尔辛堡举行。与会者提议了对英格里亚、库班、西伯利亚和乌拉尔的在线独立公投。

### 第五屆論壇-布魯塞爾
第五届论坛于2023年1月31日在比利時布鲁塞尔的欧洲议会举行，主題為“俄罗斯帝国：征服、种族灭绝和殖民——去帝国化和非殖民化的前景”，並由歐洲議會內的保守派黨團欧洲保守派和改革主义者主持，主持者包括波蘭歐洲議會議員安娜·福蒂加和卓珂馬。论坛参与者通过了一项宣言，声明“每个获得解放的民族和地区的未来，应由该民族和地区基于民族自决原则自行决定，包括分离及其他国际法普遍认可的规范”。 成员组织还请求欧盟和北约提供财政支持。 该论坛在更广泛的俄罗斯反普京反对派中引发争议，一些人称其为“怪胎”组织。针对英格里亚、库班、西伯利亚和乌拉尔線上公投原定於2月16日開始，但自2023年2月9日起，俄羅斯聯邦資訊與通訊科技監督局已阻止從俄羅斯境內访问獨立公投網站。

### 第六屆論壇-華盛頓、費城、紐約
第六届论坛于2023年4月25日至28日在美国华盛顿的哈德逊研究所、费城市政厅以及纽约的美国乌克兰研究院举行，主題為“北欧亚大陆的新架構”，並在費城發表《後俄羅斯空間自由憲章》，表示其受在費城發表的美國獨立宣言所啟發，認為俄羅斯聯邦應該解體，呼籲“自由世界支持認可新獨立國家”，並與之建立外交及合作關係。

### 第七屆論壇-東京
第七届论坛于2023年8月1日至2日在日本首都東京的國会召开，主題為“明日之後，后俄罗斯时代空間展望：东亚和北亚的挑战与机遇”。论坛第一天在日本眾議院舉行，第二天则在其他会议室。參與者包括伊奇克里亚车臣共和国流亡政府总理艾哈迈德·扎卡耶夫，日本自民黨众议员石橋林太郎、立宪民主党众议员鎌田小百合与鈴木庸介，日本維新會众议员和田有一朗和國民民主黨众议员鈴木敦等政治家（均以个人身份），慶應義塾大學學者廣瀬陽子、神戶學院大學教授岡部善彥等。会议还包括在日本的乌克兰裔学者安德烈·古連科与納扎連科·安德烈·伊戈羅維奇，也是首次有來自中國的獨立运动，包括東突厥斯坦、西藏、南蒙古、滿洲、巴蜀、閩越、贛越和南粵獨立主張人士參與。鈴木庸介表示，日本政府未来可能支持俄羅斯分離主義者，因为日本認為俄罗斯非法佔有了日本北方領土 。會後通過《東京宣言》，呼籲最終與日本達成和平協議，解決北方領土問題。
2023年8月初，俄羅斯外交部向日本大使館正式提出抗議，反對在東京舉行的第七屆論壇。俄方稱該論壇宣揚分裂主義意識形態，認為協助該論壇是干涉俄羅斯內政的行為。俄方還指出，會議中許多參與者在俄羅斯被認定為極端分子和外國代理人。俄羅斯外交部網站發表的抗議聲明稱：“這種足以徹底摧毀日本政府已瓦解的正常關係的做法必須立即停止，為恐怖主義思想辯護的日本人必須受到應有懲罰。”外交部警告日方，若此類“挑釁”再度發生，應準備迎接來自克里姆林宮的“最敏感”報復措施。日本驻俄大使館则向俄羅斯外交部表示該論壇並未在日本政府的參與下舉辦，“這種抗議是不可接受的”。

### 第八屆論壇-倫敦、巴黎
第八届论坛于2023年9月26日至28日在英國伦敦和法國巴黎举行，主題為“後俄羅斯的全球利益”。伦敦的会议地点为伦敦大学学院斯拉夫和东欧研究学院以及亨利·杰克逊学会，巴黎的会议地点为伊夫罗伯特青年旅舍。會議中包括主张香港独立、滿洲獨立的人士。论坛在會後公佈宣言，主張在俄羅斯解體後新獨立國家必須全面放棄核武器，實現北亞歐及東亞地區無核化，以消除核威脅。

### 第九屆論壇-羅馬、柏林
第九届论坛于2023年12月11日至14日在意大利羅馬的共和国参议院和德國柏林举行，主題為“帝国之后：没有军国主义、殖民地和厌世意识形态的新独立国家”。其在意大利國會的會議得到前意大利外交部次長及参议院议员吉安尼·维尔内蒂、以及意大利前外交部長、參議院歐盟事務委員會主席朱利奧特爾茲支持。在意大利國會的會議中亦包括來自滿洲獨立運動的人士。會後参与者签署了一项宣言，宣布应优先遵守俄罗斯联邦现存的行政区划边界，以防止未来可能发生的冲突。 论坛结束后，俄罗斯调查委员会威胁对所有发言人提起刑事诉讼。論壇組織者马加列茨基在受訪時表示雖然德國當局並未向論壇提供場地支持（如聯邦議院或國會大廈），但除了極左和極右派政黨以外，包括基民盟、綠黨、自由民主黨、社會民主黨的代表都“對論壇表現出興趣”，並認為俄羅斯解體的議題對德國人來說“相當微妙”。

### 第十屆論壇-華盛頓
第十届论坛于2024年4月16日在美國华盛顿特区國會山與詹姆斯敦基金會合辦，主題為“俄羅斯的分裂與西方的政策”。會後發布《國會山概要》，認為“莫斯科已经建立了一个专制与极权国家的联盟，协同行动”，而俄羅斯正在從專制國家轉型為極權國家，因此非暴力的公民運動手段已經不再有效，亦批評了同時存在於俄羅斯當局和反對派的大俄羅斯民族主義。會議發言人中包括主張滿洲獨立的人士。另一個由俄羅斯少數民族組織組成的自由民族联盟主席拉贾娜·杜加尔-德庞特（布里亚特民族运动）認為布里亚特长期遭受俄国殖民压迫，人口因战争、改革、集体化及斯大林镇压锐减，自然资源被莫斯科掠夺，贝加尔湖遭滥伐与污染，面临生态危机。俄烏戰爭中布里亚特人伤亡比例亦远高于其人口比例。她认为俄羅斯解体不可避免，並反对西方将希望寄托于俄羅斯自由派，呼吁西方支持民族独立运动并推动有序解体，以防止核扩散与人道灾难。

### 第十一屆論壇-維爾紐斯
第十一届论坛于2024年6月16日在立陶宛首都維爾紐斯的立陶宛议会举行，主題為“後俄羅斯空間的真正雙贏局面”。參與者包括立陶宛國會議員雷蒙達斯·洛帕塔和尤金尼尤斯·根特維拉斯。會後發布《睦鄰宣言》,批評俄羅斯民族主義中「統一不可分的俄羅斯」的觀念以及支持俄羅斯統一的反對派，認為俄羅斯自身無法轉型為民主國家，但分裂後形成的小國則可以。宣言亦呼籲由各地區民族的活動者，以及俄羅斯的“從挪威到阿塞拜疆，從芬蘭到蒙古”的鄰國與周邊西方陣營國家組成聯盟，確保歐亞和平與安全。

### 第十二屆論壇-台北
2024年9月18日至19日，第十二届论坛以“后俄罗斯空间设计及其對東亞、東南亞和中亞宏觀地區的影響”为主题，在台湾台北举行，會址為國立政治大學。發言參與者包括波蘭前外長安娜·福蒂加、台灣外交部政務次長吳志中、總統府發言人李問，民主進步黨立法委員陳冠廷、華人民主書院負責人曾建元等。吳志中在發言中表示台灣對烏克蘭的支持，並警告習近平意圖“入侵台灣”。活动有来自美国、波兰、乌克兰、立陶宛、意大利、奥地利、英格里亚、爱沙尼亚、德国、日本、韩国、台湾、布里亚特、西藏、樺太、泰国、菲律宾等地的政治学家、外交官、思想家以及社会政治人士参与，签署了《台北宣言》，宣稱俄羅斯聯邦和中華人民共和國是“兩個最後的殖民帝國”，並支持其“徹底去殖民化”。宣言除呼籲在俄烏戰爭中支持烏克蘭外，亦呼籲“東亞、中亞、東南亞、歐洲、北美、極地和太平洋地區的自由國家”“必須最大程度地合作”，“建立更緊密的跨太平洋聯盟”，以阻止可能由中俄發動的“第三次世界大戰”。

### 第十三屆論壇-渥太華
第十三届论坛于2024年11月19日在加拿大首都渥太华举行，主題為“重新思考俄羅斯的未來”。活动包括在加拿大议会内举办。参与者除了专家和外交官（包括波兰、立陶宛和保加利亚驻加拿大大使）外，还有多位加拿大议会议员，主要来自加拿大保守党（包括影子国防部长詹姆斯·贝赞和国会议员舒瓦洛伊·马朱姆达尔），以及魁人政团的代表（国会议员勒内·维尔米尔和阿兰·泰里安）。本次渥太华活动的主要本地合作伙伴和联合主办方是加拿大的地缘政治智库麦克唐纳-劳里埃研究所。俄罗斯特勤部门试图通过安插特工滲透论坛的活动，包括本次論壇的參與者，俄羅斯國籍的西伯利亞活動家Nomma Zarubina（居住在紐約）。Zarubina在會後被美國聯邦調查局指控為俄羅斯情報部門工作而被捕。

### 第十四届论坛-维也纳
第十四届论坛于2024年12月12日至13日在奧地利首都维也纳举行，主題為“後俄羅斯空間的設計：黑天鵝事件抑或風險管理與多場景前瞻？”，其中包括一系列在奥地利议会内的非公开会议。在奥地利的合作伙伴是國際泛欧联盟。发言人包括泛欧联盟副主席瓦尔堡拉·哈布斯堡·道格拉斯、奥地利泛欧联盟主席赖因哈德·克劳采克、西班牙泛欧联盟秘书长卡洛斯·乌里亚特·桑切斯、迪特马尔·皮希勒等。与会的发言人和参与者还包括两位奥地利国会议员：安德烈亚斯·米尼希和多米尼克·奥伯霍弗，以及两位来自奥地利的欧洲议会议员：卢卡斯·曼德尔和赫尔穆特·布兰施泰特。
泛欧联盟领导人之一、哈布斯堡-洛林家族族长卡尔·冯·哈布斯堡在演讲中呼吁欧洲领导人参与完成莫斯科—俄罗斯作为欧洲最后一个殖民帝国的最终去殖民化进程。这一演讲在莫斯科引起了普京政权支持者以及反对派的强烈反响。俄罗斯调查委员会主席亚历山大·巴斯特雷金已就卡尔·冯·哈布斯堡的言论展开调查。普京前顧問谢尔盖·马尔科夫、流亡反戰作家尤利娅·拉特尼娜和流亡反對派國家杜馬議員根纳季·古德科夫也就此发表了相关评论。調查委員會主席巴斯特雷金對卡爾·馮·哈布斯堡的言論展開調查。相關評論還來自謝爾蓋·馬爾科夫、尤利婭·拉蒂尼娜和根納季·古德科夫。

### 第十五届论坛-布加勒斯特
第十五屆論壇於2025年3月19日在布加勒斯特的羅馬尼亞議會舉行，作為論壇與泛歐聯盟持續戰略合作的一部分，主題為“安全稳定的欧洲的未来前沿”。本次會議參與的歐洲政治家比此前幾次都多，包括保加利亞內政部長丹尼尔·米托夫、羅馬尼亞副總理和內政部長克特林·普雷多尤等多名部長以及国家自由党的幾位議員、羅馬尼亞泛歐洲組織和奧地利泛歐洲組織的代表以及保加利亞大西洋俱樂部的代表和詹姆斯敦基金會的嘉賓。論壇創始人馬加列茨基在發言中祝賀羅馬尼亞“沒有讓莫斯科控制內政”，並警告俄羅斯試圖佔領中歐和東歐。
論壇會後引發羅馬尼亞與俄羅斯的外交糾紛。论坛引发了克里姆林宫的愤怒。尤其是在国家杜马指责罗马尼亚干涉俄罗斯内政。特别委员会向总检察院和外交部提交了声明：“根据议员们的消息，在罗马尼亚议会举行的论坛上‘多次发出呼吁西方国家，包括外国代理人，促使军事击败俄罗斯并将其分裂为多个独立国家’”。俄罗斯外交部发言人玛丽亚·扎哈罗娃表示：“关于罗马尼亚议会为这些激进组织提供场所，这些组织部分目标是破坏我国领土完整，以及罗马尼亚官方代表的参与——这是欧盟高层指使布加勒斯特执行的又一反俄挑衅行为”。羅馬尼亞內政部長克特林·普雷多尤則對媒體表示“堅決拒絕這樣的聲明”。

### 第十六屆論壇-華盛頓
第十六屆論壇於2025年6月12-13日在美國華盛頓，與詹姆斯敦基金会、德尔斐全球研究中心合作舉行，題目為“俄罗斯的未来：对美国政策的挑战”。論壇認為俄烏戰爭會加速俄羅斯國家的崩解，並認為最終可能會以爆發兵變、分裂乃至解體為代價，並表示美國與盟國的決策者都不能忽視俄羅斯的未來。

### 第十七屆論壇-斯德哥爾摩
第十七屆論壇將於2025年9月24日在斯德哥爾摩瑞典國會舉行，題目為“波羅的海、北冰洋、北海、海間與後俄羅斯：防御和对抗莫斯科帝国的伙伴关系”。

## 成员組織
| 联邦主体或联邦管区                                             | 拟议国家               | 组织                                                        | 派别               | 参见          |
| -------------------------------------------------------------- | ---------------------- | ----------------------------------------------------------- | ------------------ | ------------- |
| 阿迪格共和国、卡巴尔达-巴尔卡尔共和国和卡拉恰伊-切尔克斯共和国 | 切尔克西亚             | 联合切尔克西亚委员会                                        | 分离主义           | [ 90 ]        |
| 阿尔汉格尔斯克州和涅涅茨自治区                                 | 波莫里亚（比亚马兰）   | 卡累利阿民族运动                                            | 分离主义           | [ 91 ]        |
| 巴什科尔托斯坦共和国                                           | 巴什科尔托斯坦         | 巴什基尔运动、巴什基尔民族政治中心、自由阿的里-乌拉尔       | 分离主义           | [ 90 ] [ 92 ] |
| 布里亚特共和国                                                 | 布里亚特               | 自由布里亚特基金会                                          | 联邦主义           | [ 5 ]         |
| 中央联邦管区                                                   | 西俄罗斯（莫斯科维亚） |                                                             | 分离主义           | [ 93 ]        |
| 车臣共和国                                                     | 伊奇克里亚             | 伊奇克里亚车臣共和国流亡政府                                | 分离主义           | [ 90 ]        |
| 楚瓦什共和国                                                   | 楚瓦什、伏尔加保加利亚 | 自由阿的里-乌拉尔                                           | 分离主义           | [ 90 ]        |
| 远东联邦管区                                                   | 远东共和国（绿乌克兰） |                                                             | 分离主义           | [ 93 ]        |
| 印古什共和国                                                   | 印古什                 | 印古什独立委员会                                            | 分离主义           | [ 91 ]        |
| 加里宁格勒州                                                   | 波罗的共和国           | 波羅的共和黨                                                | 分离主义           | [ 94 ]        |
| 卡尔梅克共和国和阿斯特拉罕州                                   | 卡尔梅克               | 卫拉特-卡尔梅克人民大会                                     | 分离主义           | [ 95 ] [ 96 ] |
| 卡累利阿共和国                                                 | 卡累利阿               | 卡累利阿民族运动                                            | 分离主义           | [ 95 ]        |
| 科米共和国                                                     | 科米                   |                                                             | 分离主义           | [ 95 ]        |
| 克拉斯诺达尔边疆区                                             | 库班                   |                                                             | 分离主义           | [ 90 ]        |
| 列宁格勒州和圣彼得堡                                           | 英格里亚               | 自由英格里亚                                                | 联邦主义和分离主义 | [ 5 ] [ 95 ]  |
| 马里埃尔共和国                                                 | 马里埃尔               | 自由阿的里-乌拉尔                                           | 分离主义           | [ 90 ]        |
| 莫尔多瓦共和国                                                 | 埃尔齐亚               | 埃尔齐亚民族大会、自由阿的里-乌拉尔                         | 分离主义           | [ 95 ]        |
| 普斯科夫州                                                     | 东克里维奇             | 克里维奇纲领                                                | 分离主义           | [ 91 ]        |
| 罗斯托夫州                                                     | 哥萨基亚（顿河共和国） |                                                             | 分离主义           | [ 90 ] [ 91 ] |
| 萨哈（雅库特）共和国                                           | 萨哈                   | 自由雅库特                                                  | 分离主义           | [ 5 ]         |
| 斯摩棱斯克州                                                   | 斯摩兰迪亚             |                                                             | 分离主义           | [ 95 ]        |
| 西伯利亚联邦管区                                               | 西伯利亚共和国         |                                                             | 分离主义           | [ 90 ]        |
| 鞑靼斯坦共和国                                                 | 鞑靼斯坦               | 自由阿的里-乌拉尔、全鞑靼公共中心、鞑靼民族独立党“伊蒂法克” | 分离主义           | [ 90 ]        |
| 图瓦共和国                                                     | 图瓦                   |                                                             | 分离主义           | [ 93 ]        |
| 乌德穆尔特共和国                                               | 乌德穆尔特             | 自由阿的里-乌拉尔                                           | 分离主义           | [ 93 ]        |
| 乌拉尔联邦管区                                                 | 乌拉尔共和国           | 自由阿的里-乌拉尔                                           | 分离主义           | [ 93 ]        |

## 批評
俄羅斯反對派政治學者亞歷山大·基涅夫認為該論壇是由“某些境外勢力組織的，他們對國內情緒了解甚少，且未考慮大多數居民對蘇聯解體的極端負面記憶”。他指出，這些勢力推動以建立民族國家取代俄羅斯的計劃，無異於“送給俄羅斯宣傳機器一份禮物，後者時常聲稱俄羅斯的敵人企圖分裂並摧毀它。”基涅夫還譴責俄羅斯聯邦解體的想法，擔憂會導致“戰爭、領土爭端和種族清洗。”
法國歷史學家及社會學家瑪琳·拉呂埃勒在《外交事務》中認為，西方政治家不應將“後俄羅斯自由民族論壇”中政治流亡者的激進言論與俄羅斯公民的觀點混淆。她譴責部分西方政客倡導俄羅斯解體的行為，認為這是“國際安全的災難性錯誤策略”，源於對俄羅斯社會多樣性中“凝聚力來源”的誤解。
美國歷史學家與政治學者亞歷山大·莫蒂爾質疑論壇參與者是否代表任何群體，認為“全球政治流亡者歷來以高調言論著稱，但最終往往無所成就。”不過他也提及部分政治流亡者曾取得政權，如列寧、托洛茨基、霍梅尼、胡志明及聖雄甘地等，因此他認為“將該論壇視為毫無意義的流亡者聚會為時過早。”
俄羅斯政治學家費奧多爾·克拉申尼尼科夫質疑論壇參與者與俄羅斯反對派的關聯，稱他們“只代表自己，且沒有人在地方認識他們。”
俄羅斯經濟學家及政治學者弗拉基斯拉夫·伊諾澤姆采夫曾受歐洲議會主辦方邀請參加第五屆論壇，他認為論壇“僅因烏克蘭領導層的努力而存在。”他認為，切爾克斯、印古什或圖瓦等邊境地區或許會從俄羅斯分離，但“歷史上沒有一例純民族國家未經佔領而分裂的先例。”
俄羅斯地區主義領袖及該組織創始人之一瓦迪姆·什特帕於2022年12月退出論壇，譴責該論壇為“滑稽劇”，批評其未進行嚴肅的去帝國化分析工作，而是專注於流亡者“喧囂”、“空洞”的獨立宣言，且對相關地區毫無實際影響。
俄羅斯政治人物米哈伊爾·斯韋托夫旗下SVTV網絡發文稱，論壇聚集了“國家安全機關人員，他們舉行論壇是為了提醒大家‘如果不是普京，那麼就是內戰’”，並“繪製了一幅輪廓地圖，卻未真正考慮提議改革的意義。”

## 俄羅斯當局的反應
2022年7月25日，車臣領導人拉姆贊·卡德羅夫嘲笑了在布拉格舉行的“俄羅斯自由民族論壇”。他感謝這些“偽自由主義者”證實了俄羅斯領導層關於分裂國家的企圖的說法。
2022年11月，社會衝突解決中心主任奧列格·伊萬諾夫呼籲俄羅斯特務機關“對‘俄羅斯自由民族論壇’及人民代表大會的參與者啟動叛國罪刑事案件，將叛徒列入通緝名單，並向國際刑警組織提交引渡請求”。他還建議“遵循著名蘇聯情報官員帕維爾·蘇多普拉托夫的教誨”，暗指在海外暗殺政治流亡者。
2023年3月17日，俄羅斯檢察總長辦公室宣布該論壇為“不良組織”，稱“該組織的活動威脅俄羅斯聯邦憲法秩序和安全基礎”，其領導人“呼籲破壞俄羅斯聯邦領土完整，並推廣分裂主義民族主義口號”。
2023年12月15日，俄罗斯电视频道NTV播出了一则题为《逃亡诽谤者讨论俄罗斯解体》的详细报道，内容涉及第九届论坛，带有明显宣传色彩。随后，俄罗斯调查委员会负责人亚历山大·巴斯特雷金依据电视报道，要求对论坛参与者立案调查。不久，俄罗斯当局将第九届论坛两名参与者，加里宁格勒的尼古拉·戈列洛夫和普斯科夫的阿尔乔姆·塔拉索夫列入极端分子和恐怖分子名单。
2024年11月22日，俄羅斯聯邦最高法院認定該組織為恐怖組織，指其由172個按國家和地區組織的結構性分支組成，其中包括被俄羅斯聯邦認定為恐怖組織並被禁止的波羅的共和黨，被俄羅斯聯邦認定為外國代理人的自由雅庫特基金會及其他“反俄組織”。俄羅斯聯邦總檢察院指該組織由“躲藏在國外的所謂民族分離主義運動領導人領導”，并认为“該論壇為實現其目標，採取的手段包括呼籲烏克蘭武裝部隊參與軍事行動、實施恐怖襲擊和破壞活動以及協助恐怖活動”。有俄罗斯学者在接受俄罗斯报采访时表示论坛的主持者常提起1959年冷战时期美國针对苏联的《受奴役民族法案》，体现其反俄意识。